# Pontedera-Casciana Terme
Pontedera-Casciana Terme (wł. Stazione di Pontedera-Casciana Terme) – stacja kolejowa w Pontedera, w prowincji Piza, w regionie Toskania, we Włoszech. Znajduje się na linii Leopolda. Obsługuje również położoną 16 km na południe gminę Casciana Terme.
Według klasyfikacji RFI ma kategorię srebrną.

## Historia
Pierwsza stacja Pontedera, położona na skrzyżowaniu z rzeką Era, została oddana do użytku w 1846 roku na linii Leopolda.
Obecna stacja została oddana w 1928 roku podczas budowy linii kolejowej do Lukki, nie reaktywowanej po zniszczeniach z czasów II wojny światowej.

## Linie kolejowe
- Leopolda (Florencja – Piza)
- Lukka – Pontedera – nieczynna i zlikwidowana

## Ruch pociągów
Według danych RFI, stacja codziennie obsługuje ruch pasażerski na poziomie około 4000 osób.

## Usługi
- Kasy biletowe
- Automaty biletowe
- Bar
- Toalety